# Zapovednik Erzi
Zapovednik Erzi (Russisch: Государственный природный заповедник Эрзи) is een strikt natuurreservaat gelegen in de republiek Ingoesjetië in het zuiden van Europees Rusland. De oprichting tot zapovednik vond plaats op 21 december 2000 per decreet (№ 992/2000) van de regering van de Russische Federatie. Het reservaat heeft een oppervlakte van 693,66 km² verdeeld over twee clusters. Ook werd er een bufferzone van 352,92 km² ingesteld. Het doel van oprichting was om het unieke landschap, de biologische diversiteit en de archeologische en geologische monumenten in het gebied te beschermen.

## Kenmerken
Zapovednik Erzi is gelegen op de noordelijke hellingen van de Grote Kaukasus. Het gebied is deels samengesteld uit carbonaatgesteenten, waardoor karstlandschappen er ruim vertegenwoordigd zijn. Het reservaat is qua reliëf zeer divers en wordt doorsneden door talloze kloven, geulen en rivieren. De meeste rivieren behoren er toe tot het stroomgebied van de rivier Terek.

## Dierenwereld
Zapovednik Erzi wordt bewoond door zoogdieren als bruine beer (Ursus arctos), wolf (Canis lupus), goudjakhals (Canis aureus), steenmarter (Martes foina), boommarter (Martes martes), das (Meles meles) en Oost-Kaukasische toer (Capra cylindricornis). Zeldzaam zijn de bezoargeit (Capra aegagrus) en Turkse gems (Rupicapra asiatica). Enkele vogels in het reservaat zijn het Kaukasisch korhoen (Lyrurus mlokosiewiczi), lammergier (Gypaetus barbatus), monniksgier (Aegypius monachus), vale gier (Gyps fulvus), aasgier (Neophron percnopterus), steenarend (Aquila chrysaetos) en de grote roodmus (Carpodacus rubicilla).